# بدون تابعیت
بدون تابعیت بودن یا بدون ملیت بودن وضعیتی است که در آن یک شخص هیچ نوع رابطه رسمی و شناخته شده‌ای با هیچ‌یک از دولت‌ها نداشته باشد.

## وضعیت حقوقی
بر پایه ماده ۱۵ اعلامیه جهانی حقوق بشر سازمان ملل متحد همه مردم حق دارند تابعیت داشته باشند و امکان محروم‌سازی خودسرانه هیچ‌کس از تابعیتش ممکن نیست. «حق برخورداری از تابعیت» در پیمان‌نامه‌ها و اسناد حقوق بشری بسیاری چون «میثاق بین‌المللی حقوق مدنی و سیاسی»، «کنوانسیون رفع هرگونه تبعیض علیه زنان» و «پیمان‌نامه حقوق کودک» اشاره شده‌است.
پیمان‌نامه وضعیت افراد بدون تابعیت مصوب ۱۹۵۴ (میلادی) در نیویورک مهم‌ترین سند قانونی در مورد این افراد است. در این پیمان‌نامه، علاوه بر تعریف رسمی «شخص بی‌تابعیت»، تلاش شده تا دولت‌های عضو، به رعایت یک‌سری حقوق و آزادی‌های پایه، موظف شوند. از جمله حقوق مهم تعریف شده در این سند بین‌المللی، آزادی مذهب (ماده ۴)، حق طرح دعوا یا دسترسی به دادگاه‌های کشوری که افراد در آن زندگی می‌کنند (ماده ۱۶)، و حق فرد بر مالکیت اموال و مصون بودن دارایی‌های شخصی او (ماده ۱۳) هستند. همچنین دولت‌های عضو موظف هستند در امور مربوط به حق کار و تأمین اجتماعی، با افراد بدون تابعیت، رفتاری مشابه با اتباع خود داشته باشند.
همچنین اگر کسی به علت سلب تابعیت، بدون کشور شود دولت‌ها حق سلب تابعیت از او را نخواهند داشت.

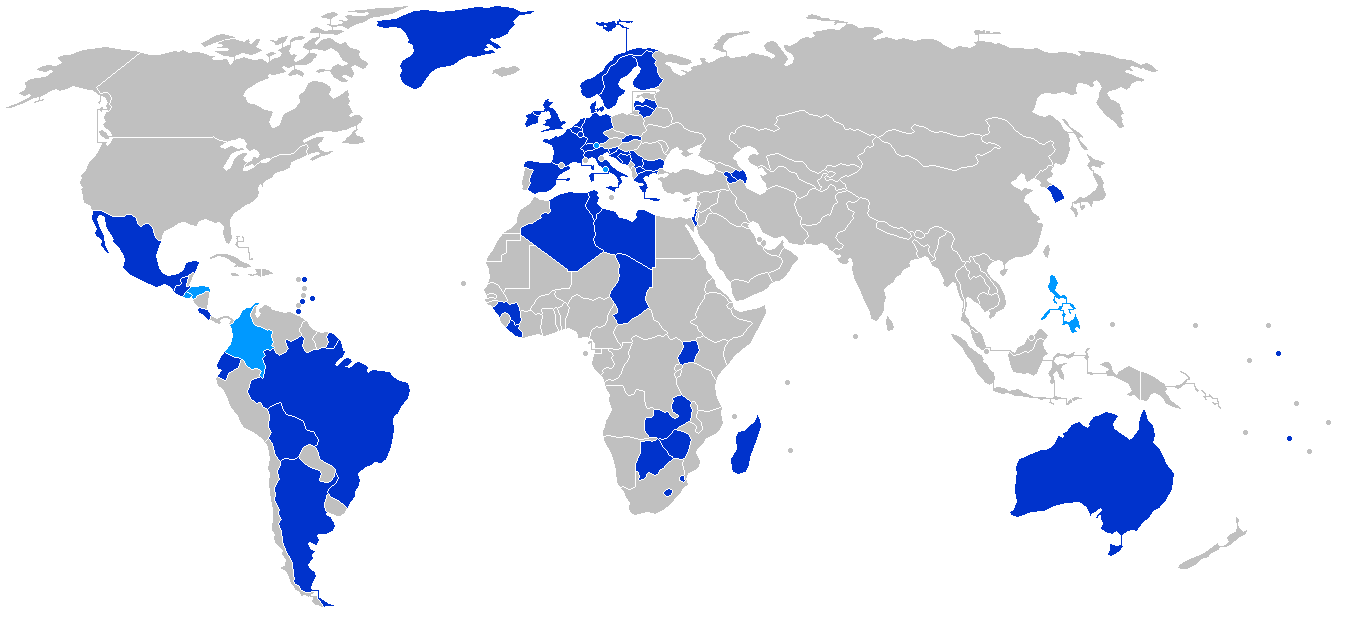
کشورهای عضو پیمان‌نامه وضعیت افراد بدون تابعیت

## عوامل
عواملی که باعث به وجود آمدن بدون تابعیت می‌شوند:
- اختیار/انکار
- تفاوت سیستم پذیرش تابعیت در دولت‌های گوناگون
- جانشینی دولت‌ها
- ساکنان سرزمینی که دولتی ندارد
- مجازات
- قانون خاص
- مهاجرت

## آمار
در سال ۲۰۱۴ کمیساریای عالی سازمان ملل برای پناهندگان تعداد افراد بدون تابعیت را دست‌کم ۱۰ میلیون نفر در سراسر جهان برآورد کرد. در این گزارش آمده که هیچ دولتی از این افراد حمایت نمی‌کند. این افراد گذرنامه ندارند و معمولاً در محل زندگی خودشان از خدمات عمومی یا شهروندی مانند بهداشت، آموزش و پرورش و دیگر نیازها و امکانات محروم هستند. به بیان دیگر «زندگی زیرزمینی» دارند.

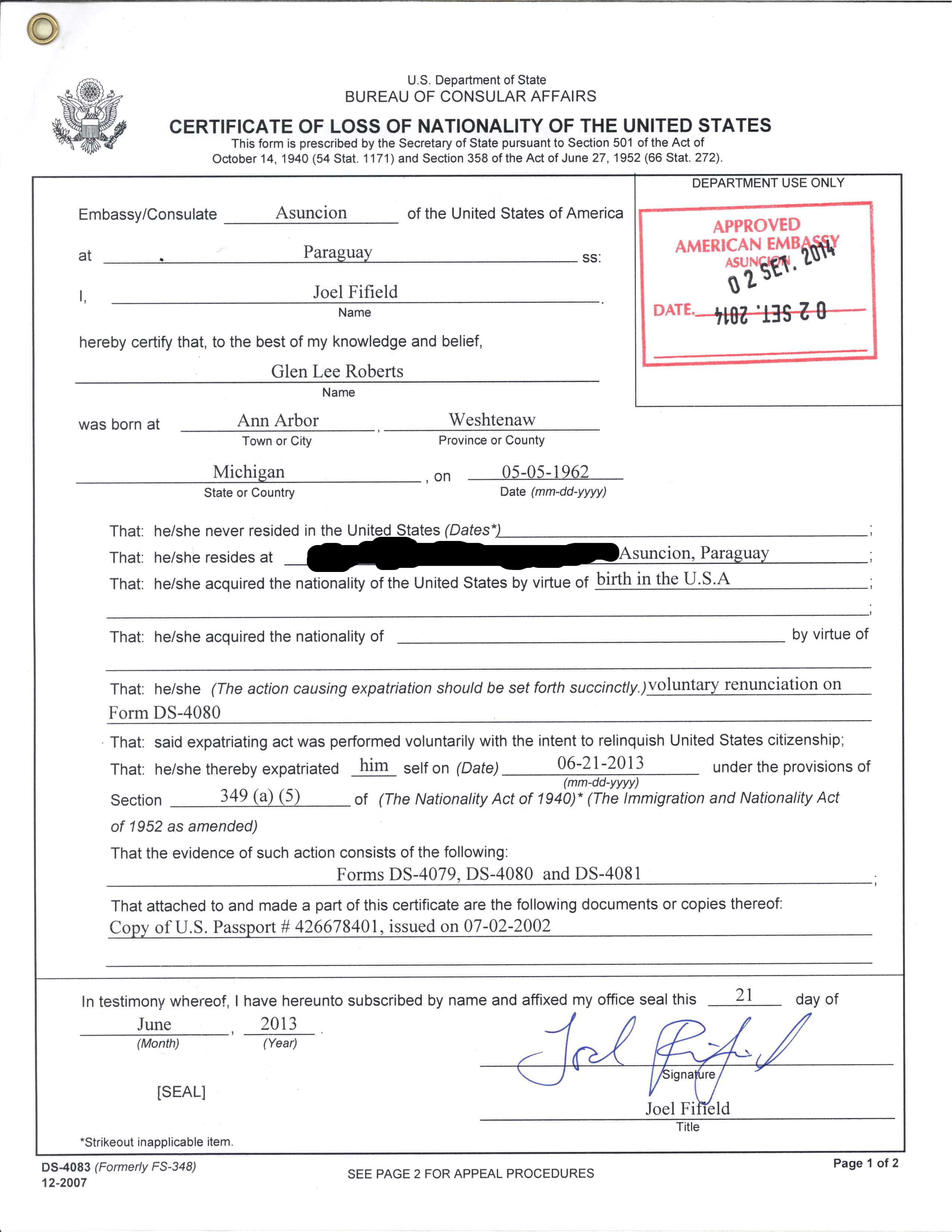
یک گواهی رسمی برای فرد بدون تابعیت، صادره از سوی دولت آمریکا

## نمونه‌ها
سازمان ملل مردم روهینگیا را «بزرگترین جمعیت بدون تابعیت» در جهان توصیف کرده‌است. به‌طوری‌که یک دهم از کل جمعیت بی‌تابعیت جهان، مسلمان روهینگیا هستند.

## موارد نقض
مواردی چون «آزادی رفت‌وآمد»، «حق کار»، «حق آموزش و تحصیل»، «حق مشارکت در سیاست و حق رای» و برخی دیگر از مهم‌ترین حقوق و آزادی‌های بشری، همگی بر مبنای وضعیت تابعیت یا «شهروندی» افراد تعریف می‌شوند. افراد، بسته به آن که شهروند کدام کشوری باشند (نه این که کجا زندگی می‌کنند و مالیات می‌دهند) حقوق و آزادی‌های متفاوتی دارند. در این صورت، اگر فردی، تابعیت هیچ کشوری را نداشته باشد عملاً از بخش بزرگی از حقوق و آزادی‌های تعریف شده خود، به صورت نظام‌مند و ساختاری، محروم می‌شود.